# Бій за конвой «Дуїсбург»
Бій за конвой «Дуїсбург» (англ. Battle of the Duisburg Convoy, італ. Battaglia del convoglio Duisburg) — морський бій між ескадрою Королівського військово-морського флоту Великої Британії та конвоєм Італійського флоту, що стався у ніч з 8 на 9 листопада 1941 року в Середземному морі південно-західніше італійського морського порту Калабрії під час війни на Середземномор'ї.
Італійський конвой носив ім'я «Бета», однак бій, що відбувся зазвичай звуть за назвою найбільшого транспортного судна конвою — німецького пароплава SS «Дуїсбург». Британське «З'єднання K» стрімкою раптовою атакою знищило увесь німецько-італійський конвой транспортних суден й потопило італійський есмінець «Фульміне», не зазнавши майже ніяких втрат (тільки есмінець «Лавлі» отримав незначні пошкодження). Наступного ранку есмінець типу «Маестрале» «Лібеччо» був потоплений британським підводним човном «Апхолдер», коли збирав у морі членів екіпажу та пасажирів розгромленого британцями конвою.

## Історія
Італійський конвой транспортних суден, який нараховував 7 німецьких та італійських військових транспортних суден, зокрема 2 танкери з 17 281 тонною палива, перевозив особовий склад поповнення, 389 одиниць військової техніки, 34 473 тонни військового майна та боєприпасів для італійсько-німецької армії, що билася у Північній Африці під проводом Е.Роммеля. На борту суден також перебувала цивільна адміністрація Італійської Лівії, що поверталася з Італії. Конвой супроводжував посилений ескорт у складі 2 важких крейсерів та 10 ескадрених міноносців.
Керівництво італійським флотом розраховувало на стрімке перекидання надзвичайно важливих вантажів з порту Неаполя до Триполі в нічний час, сподіваючись запобігти ударам британської авіації з повітря, які діяли переважно в денний час. Однак, італійці не знали, що британська розвідка, завдяки радіоперехопленням криптографів «Ultra» зафіксували підготовку італійського конвою до переходу в Північну Африку. Більше того, за результатами повітряної розвідки британського літака-розвідника «Меріленд» було виявлене зосередження в порту Неаполя значної кількості бойових та допоміжних суден супротивника.
Британське «З'єднання K», під командуванням капітана В.Агн'ю, користуючись перевагами радарів, яких не було на озброєнні італійського флоту, швидко виявило вихід сил супротивника на маршрут висування та вийшло на перехоплення його конвою.
Стрімкою атакою з веденням артилерійського вогню з відстані 5 км, британські крейсери та есмінці маже з ходу вивели зі строю низку суден та кораблів супротивника. Італійці намагалися захистити транспортні судна конвою, проте марно. Італійські ескадрені міноносці «Маестрале» й «Грекале» отримали значні пошкодження й припинили чинити опір. Інший бойовий корабель «Фульміне» був потоплений вогнем легкого крейсера «Пінелопі» та есмінця «Ланс».
Витративши практично усі боєприпаси, британське «З'єднання K» нищівною атакою знищило ворожий конвой, й після цього організовано відійшло до Мальти.

## Схема бою
|  |